# Hyalonema microstauractina
Hyalonema microstauractina är en svampdjursart som beskrevs av Konstantin R. Tabachnick och Claude Lévi 2000. Hyalonema microstauractina ingår i släktet Hyalonema och familjen Hyalonematidae. Inga underarter finns listade i Catalogue of Life.